# Facultad de Arquitectura, Diseño y Urbanismo (Universidad Autónoma de Tamaulipas)
La Facultad de Arquitectura, Diseño y Urbanismo (FADU) forma parte de las facultades del campus Tampico-Madero de la Universidad Autónoma de Tamaulipas (UAT). La FADU cuenta con tres licenciaturas ofertadas hasta la fecha: Arquitectura, Diseño Gráfico y Diseño de Interiores, contando con un alumnado inscrito en el plan de estudios Milenium III, aproximadamente de 1047 alumnos, de ellos 439 son de la Lic. en Arquitectura, 499 de Diseño Gráfico y 109 de Diseño de Interiores.

## Historia
En 1971, se funda la Facultad de Arquitectura, Diseño y Urbanismo de la Universidad Autónoma de Tamaulipas, campus Tampico - Madero, siendo su primer Director el Arq. Benjamín Mora Aguilera. La primera carrera ofertada fue la Licenciatura en Arquitectura, 24 años más tarde, nace Diseño Gráfico, y recientemente en el 2006, se oferta Diseño de Interiores.

## Misión
La FADU tiene como misión formar profesionales en los distintos ámbitos del diseño, capaces de enfrentar con éxito e ingenio los diferentes cambios y retos que impongan los tiempos y normas en su momento, conformado una institución vigorosa, unida, con un alto espíritu académico, honesta y dispuesta a enfrentar con entusiasmo los constantes cambios que conlleva el ritmo tecnológico actual.

## Visión

### Estudiantes
Los estudiantes poseen una preparación integral y de calidad que les permite enfrentar y adaptarse a nuevos retos laborales de su entorno; con capacidad de analizar, organizar y procesar la información, tienen juicio crítico y reflexivo. Pueden comunicarse de manera gráfica, verbal y escrita; solucionan problemas en forma creativa y funcional. Son emprendedores que cuentan con la facilidad de desarrollar trabajo en equipo.

### Profesores
Los profesores además de prepararse y actualizarse en su campo de estudio constantemente, cuentan con formación pedagógica, utilizan las herramientas tecnológicas para vigorizar la preparación de sus estudiantes y la investigación. Trabajan reunidos en seminarios y cuerpos académicos donde fortalecen y actualizan los planes de estudio contemplado la innovación educativa como un factor de relevancia en la educación.

### Programas Educativos
Todos los programas atienden las necesidades del entorno, están actualizados y han adoptado innovaciones didácticas, pedagógicas y curriculares. Para su funcionamiento existe infraestructura suficiente que permite satisfacer los nuevos requerimientos académicos y que atiende las necesidades del entorno social de la región.

### Vinculación
La vinculación que posee la Facultad es ampliamente reconocida por la sociedad y por el sector productivo de toda la entidad y el país, así como la oferta de servicios especializados que tienen gran demanda por su calidad.

### Gestión
El cuerpo directivo desarrolla trabajo integrado para la mejora continua de la Facultad y el apoyo a sus alumnos y docentes, con visión innovadora y actitud de servicio, conoce las necesidades y la situación de la Facultad. Dispone de la tecnología en sus actividades y participa con sus académicos en la creación y uso del conocimiento.

## Licenciaturas
Actualmente la facultad cuenta con un total de tres Licenciaturas y próximamente "Diseño Industrial" .

### Arquitectura
La carrera de Arquitectura en la FADU, promueve en los alumnos la acentuación de habilidades sensitivas y creadoras que aunadas al conocimiento científico y tecnológico, emplee como herramienta para crear espacios para el desarrollo de propuestas habitables y confortables tomando en cuenta valores sociales, urbanismo, medio ambiente y sustentabilidad, entre otros.
La Carrera de Arquitecto en la FADU promueve en el estudiante la oportunidad de capitalizar, explotar y potenciar las diferentes competencias propias de la naturaleza de su actividad profesional, como consecuencia de su amplio enfoque y formación integral, además de desempeñarse con eficacia desarrollando las siguientes actividades:
- Administración de obra
- Análisis de costos y precios unitarios
- Construcción
- Diseño Urbano
- Presentación profesional de proyectos
- Proyecto
- Rehabilitación  y  remodelación
- Restauración arquitectónica
- Valuación

### Diseño gráfico
El Programa de Diseño Gráfico promueve la capacidad analítica y su espíritu creativo de los estudiantes que a partir de ideas gráficas propongan soluciones de comunicación visual mediante el diseño, para expresarlas en la sociedad en que vive a través de los diversos medios impresos y electrónicos.
La Licenciatura en Diseño Gráfico en la FADU, ofrece la oportunidad de capitalizar, explotar y potenciar las diferentes competencias propias de la naturaleza de su actividad profesional, como consecuencia de su amplio enfoque y formación integral, además de desempeñándose con eficacia en las siguientes actividades:
- Imagen corporativa
- Diseño editorial
- Campaña publicitaria
- Diseño tipográfico
- Diseño digital
- Ilustración
- Fotografía creativa
- Creación publicitaria
- Producción gráfica
- Creación de comic´s

### Diseño de interiores
El programa de diseño de interiores o diseño interior de la FADU, promueve en el alumno la posibilidad de que exprese su capacidad de conocimiento, análisis y crítica, para transformar los espacios, proponiendo al usuario confort, productividad y armonía, utilizando diferentes elementos como: mobiliario, colores, texturas e iluminación, para lograr el equilibrio de los aspectos de la habitabilidad.
En la carrera de diseño de interiores en la FADU, el alumno obtiene la oportunidad de ser un eficaz organizador de espacios, conocedor de los materiales y productos, además de desempeñarse con eficacia desarrollando las siguientes actividades:
- Arquitectura efímera
- Asesoría inmobiliaria
- Creación de escenografías
- Decoración
- Diseño de iluminación
- Diseño de mobiliario
- Escaparatismo
- Paisajismo
- Proyecto

### Diseño Industrial
El Programa de Diseño Industrial en la FADU, suscita en el alumno la posibilidad de desarrollarse como un profesionista con un enfoque integral, cuya capacidad analítica le permite desarrollar soluciones creativas e innovadoras en el diseño, rediseño, creación y producción de procesos y objetos, con capacidad de reproducción en serie, dominando el conjunto de técnicas manuales, mecánicas y digitales; adquiridas durante su formación metodológica (habilidades y destrezas), conceptual (conocimientos, conceptos, definiciones, capacidades) y axiológica (valores y actitudes) empleando tecnologías de vanguardia.
El Diseño Industrial en la FADU, ofrece al estudiante la oportunidad de capitalizar sus conocimientos a través de diferentes sectores y áreas de la actividad humana tales como:
- Salud
- Empaque, envase y embalaje
- Mobiliario
- Stand y Displays
- Automotriz
- Pesca
- Ornamentación
- Administración de proyectos
- Supervisión de líneas de producción
- Gestión integral de proyectos

## Centro Cultural Misión XXI

### Servicios
Facilita el uso de los espacios con los que cuenta dicho centro cultural y que se describen a continuación:

### Auditorio “ Arq. Benjamin Mora Aguilera”
- Cupo para 185 personas
- Área climatizada
- Sonido y micrófonos (2)
- Pantalla y proyector

### Sala de directores “ Ing. José María Leal Gutiérrez”
- Cupo para 70 personas
- Área climatizada
- Pantalla y proyector

### Sala Interactiva “Arq. Arturo Vargas Ferreiro”
- Cupo para 40 personas
- Área climatizada
- Pantalla y proyector
- Enlaces para videoconferencia
- Internet

- Datos: Q5854522